# Charles Letombe
Charles Letombe, né à Versailles le 6 juillet 1782 et mort à Arras le 27 octobre 1835, est un architecte français.

## Biographie
Charles Sylvestre Letombe est le fils de Charles Théodore Letombe, commis des bâtisseurs du roi, et de Marie Louise Félicité Vautier
Il épouse Aglaé Esther Maulnoir.
Il est membre de l'Académie royale d'Arras, Chevalier de la légion d'honneur.
Architecte des Bâtiments civils du département du Pas-de-Calais, il est capitaine en second de la compagnie des sapeurs-pompiers volontaires.
Il entreprend notamment les constructions du centre hospitalier de Saint-Venant et de la cathédrale Notre-Dame-et-Saint-Vaast d'Arras.
Il est mort à son domicile en 1835, à l'âge de 53 ans.